# Bactrocera speewahensis
Bactrocera speewahensis är en tvåvingeart som beskrevs av Michael Francis Fay och Albany Hancock 2006. Bactrocera speewahensis ingår i släktet Bactrocera och familjen borrflugor. Inga underarter finns listade.